# Hawkesbury-Sandstein

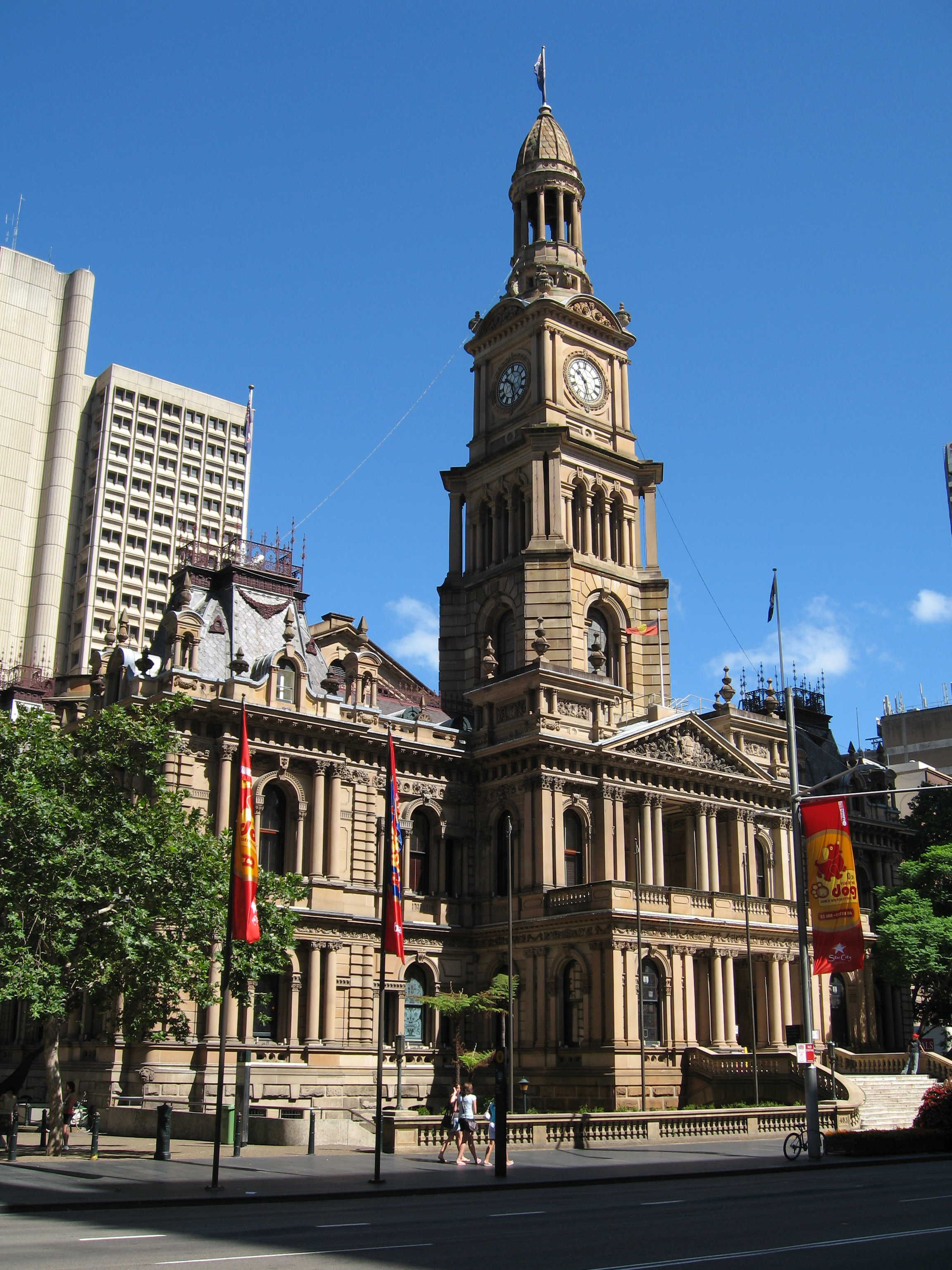
Die Sydney Town Hall ist aus Hawkesbury-Sandstein

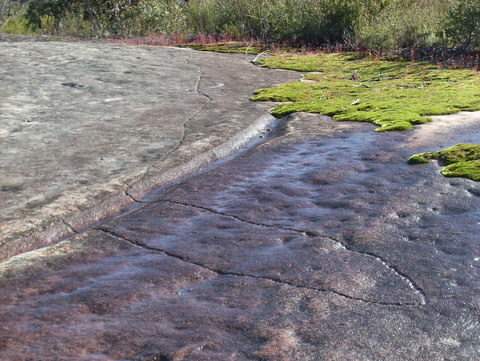
Felsritzung eines 20 Meter großen Petroglyphen aus Hawkesbury-Sandsteins im Ku-ring-gai-Chase-Nationalpark in Australien bei Sydney

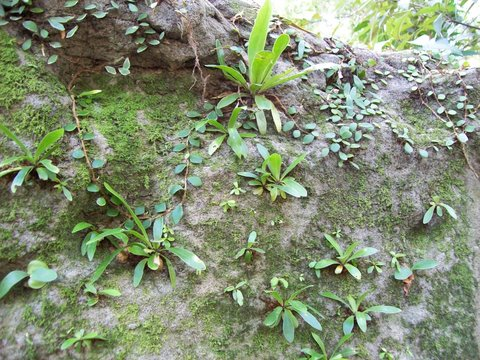
Pflanzenbewuchs in der Natur auf einer Hawkesbury-Sandsteinschicht

Der Hawkesbury-Sandstein (englisch: Hawkesbury Sandstone) bildet sowohl eine stratigrafische Formation in Australien als auch eine Namensbezeichnung für einen Typ Sandstein in der Region von Sydney in New South Wales. Dieses Gestein entstand im Trias in einem Süßwassersee vor 200 Millionen Jahren. In Sydney wird dieser Sandstein auch Sydney Sandstone genannt. Benannt ist Hawkesbury-Sandstein nach dem Hawkesbury River, der nördlich von Sydney fließt.

## Geologie
Dieser Sandstein befindet sich im Sydneybecken, das vor 290–200 Millionen Jahren aus Sedimenten und Sedimentgesteinen als Teil des größeren Sedimentbeckens, des Sydney-Gunnedah-Bowen-Beckens, entstand. Das Sydneybecken erstreckt sich von Newcastle im Norden bis zum Durras Lake an der Batemans Bay im Süden. Vom Durras Lake reicht es bis nach Ulan nahe Mudgee, und westlich bis zu den Blue Mountains. Die Nordgrenze führt entlang der Liverpool Range bis nach Muswellbrook. Partiell trat in die Klüfte der Sandsteinschichten Lava ein und erstarrte zu Lavagestein. Die Schichten des Hawkesbury-Sandsteins sind bis zu 200 Meter mächtig.
Es handelt sich um einen Süßwassersandstein.

## Gesteinsbeschreibung
Der Hawkesbury-Sandstein ist gelb bis braun gefärbt und fein- bis mittelkörnig. Der Quarzgehalt ist je nach Gesteinsschicht unterschiedlich, er kann bis zu 95 Prozent betragen, Feldspat kommt kaum vor und es wurden bis zu 10 Prozent Kalk sowie Ton als Bindemittel in diesem Gestein gefunden. Eisenoxide (etwa 1 bis 3 %) färben das Gestein und es ist, wenn es gegen das Lager aufgesägt wird, schichtenweise unterschiedlich in seiner Farbe je nach Konzentration des Eisenoxids. Die verschiedenen Ringe heißen Liesegangsche Ringe und sind vermutlich entstanden, als das Sediment noch nicht völlig fest war, Wasser noch durch die Mineralien fließen konnte und dabei die Eisenoxide mitnahm. Im Hawkesbury-Sandstein sind linsenförmige und auch größere Toneinlagerungen bis -schichtungen enthalten. In den Tonschichten finden sich versteinerte Pflanzen, Fische und amphibische Tiere.

## Typ Sandstein
Der Hawkesbury-Sandstein ist bei hohem Quarzgehalt sehr verwitterungsbeständig. Die Sydney-Felsgravuren im Ku-ring-gai-Chase-Nationalpark sind jahrtausendealt und bis zum heutigen Tage erhalten geblieben. Dies hängt damit zusammen, dass dieser Sandstein einen hohen Quarzgehalt hat und darum hoch verschleißfest ist.

### Verwendung

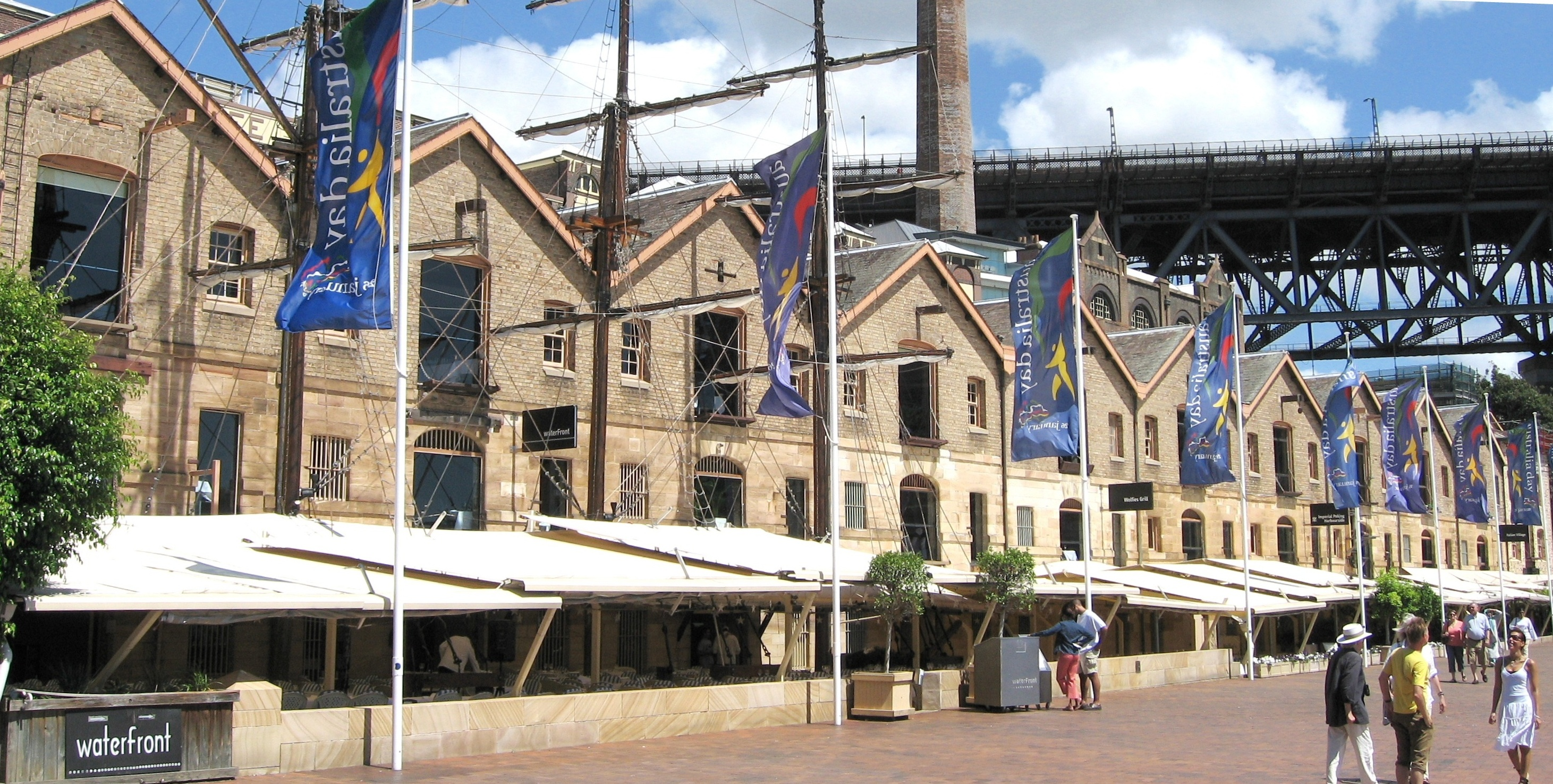
Die ersten Häuser Sydneys sind aus Sandstein auf dem The Rocks gebaut worden, die heute noch existieren

Sydney ist auf den Schichten des Hawkesbury-Sandsteins aufgebaut und beim Bau des Sydney-Harbour-Tunnels musste die Sandsteinschicht durchbohrt werden.
Zahlreiche Bauten aus der Viktorianischen Zeit in Sydney bestehen aus Hawkesbury-Sandstein, wie beispielsweise die City Town Hall, das Queen Victoria Building, die University of Sydney und das heutige Radisson Plaza Hotel Sydney, das einmal ein Bankgebäude war.
In Sydney wurde seit der Zeit der Gründung von 1790 an bis 1890 vor allem mit diesem Sandstein aufgebaut, der in unmittelbarer Nähe der zu bauenden Gebäude gebrochen wurde. Beispiele dieser Arbeiten sind in Sydney heute noch an den The Rocks zu sehen. Dort wurden nicht nur die ersten Häuser Sydneys gebaut, sondern auch die hierfür verwendeten Bausteine gebrochen. Die historischen Steinbrüche, die in der unmittelbaren Umgebung der Häuser eröffnet wurden, erhielten von den Sträflingen Namen je nachdem wie sich dort die Arbeit gestaltete, beispielsweise hell hole, purgatory und paradise. Der qualitativste Sandstein wurde im Steinbruch „Paradise“ gebrochen. Ab 1850 bis in die 1900er Jahre wurden die Bausteine für die wichtigsten Gebäude Sydneys in dem zwei Kilometer entfernten Stadtteil Pyrmont in etwa 50 Steinbrüchen gebrochen. Ab 1870 sollen 300 Steinmetzen und Steinhauer in den Steinbrüchen und im Gebäudebau Sydneys beschäftigt gewesen sein.
In den 1950er Jahren fand dieser Sandstein noch Zuspruch von Architekten und Bauherrn sowohl in der Anwendung im Haus- und Kirchenbau, aber auch in der Gartengestaltung. In den 1960er und 1970er Jahren wurden zahlreiche Häuser aus diesem Sandstein abgerissen. Danach begann sich die Bevölkerung auch auf den Denkmalschutz zu besinnen und es wurde versucht, diese Gebäude zu erhalten bzw. einer Nutzung zuzuführen. Dieser Sandstein wird heute noch verarbeitet. Er erfreut sich wegen seiner interessanten Textur einer gewissen Nachfrage und wird in einigen Steinbrüchen bei Sydney gebrochen.

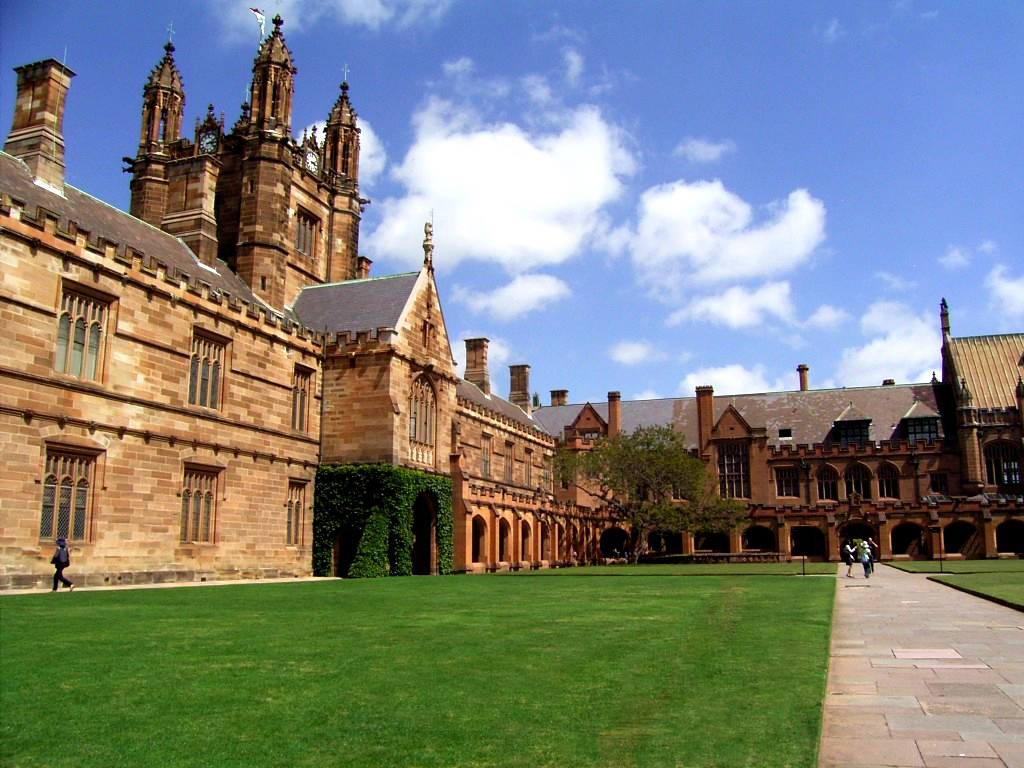
Universität von Sydney
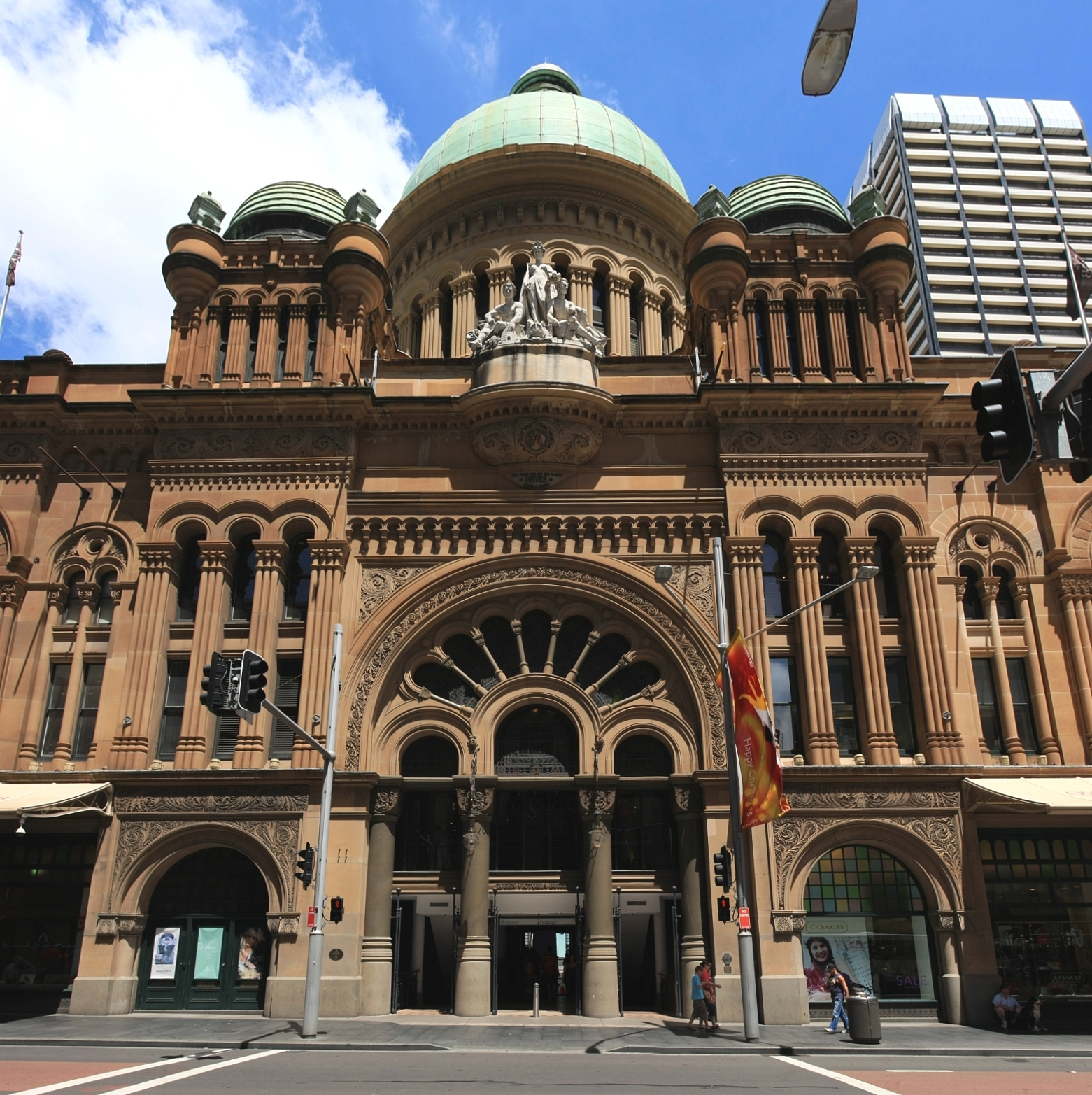
Queen Victoria Building in Sydney
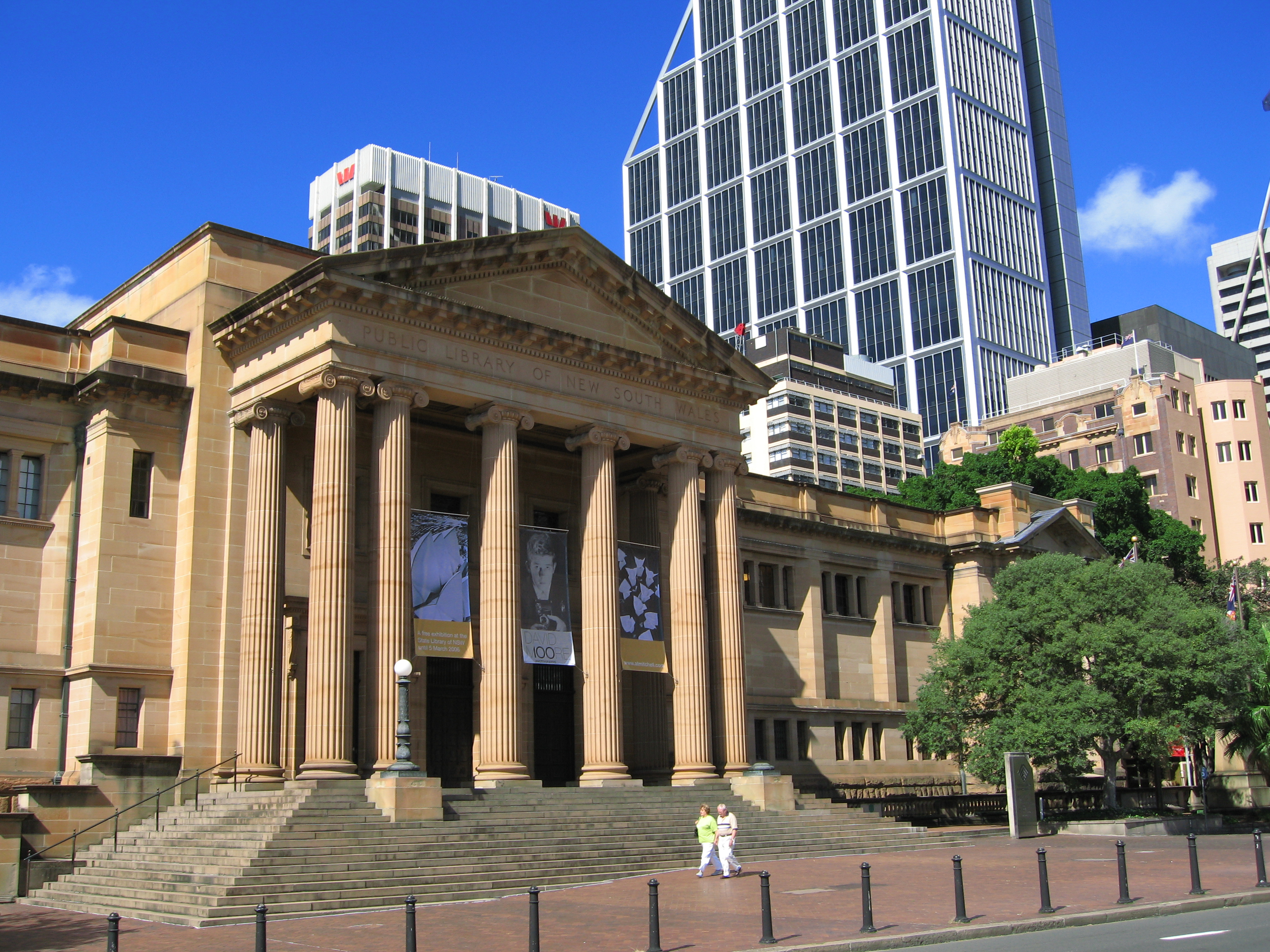
State Library of New South Wales in Sydney
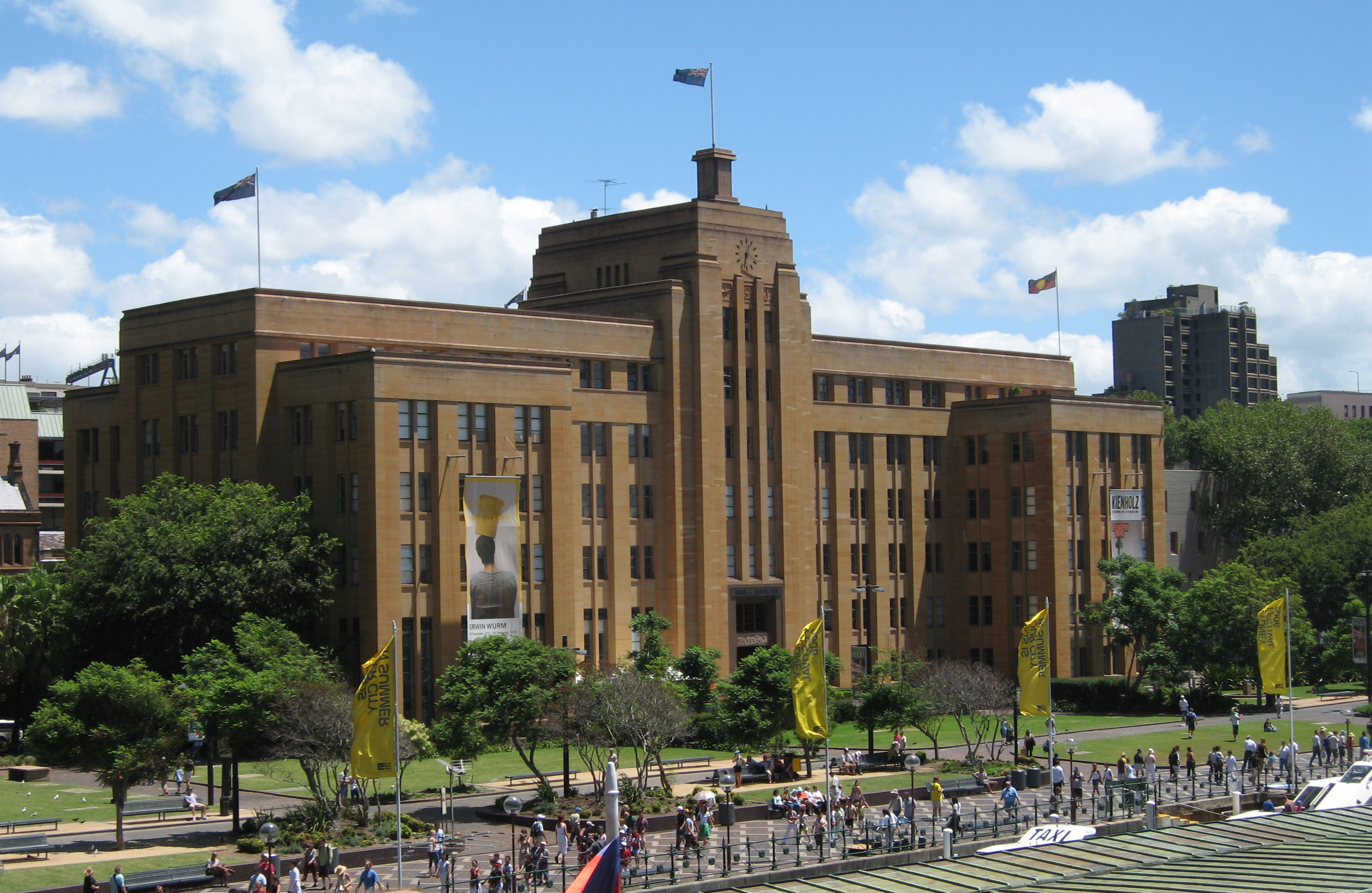
Museum of Contemporary Art in Sydney